# Den kinesisk-vietnamesiske krig
Den kinesisk-vietnamesiske krig (vietnamesisk: Chiến tranh biên giới Việt-Trung, kinesisk: 对越自卫反击战, pinyin: Duì yuè zìwèi fǎnjī zhàn) var en krig mellem Folkerepublikken Kina og Vietnam i 1979. Anledningen var, at Vietnam tidligere havde invaderet Cambodja og styrtet De Røde Khmerer fra magten. Kina invaderede Vietnam og truet med at erobre hovedstaden Hanoi. De blev mødt af hård modstand fra vietnamesiske styrker, og kineserne slog retræte efter nogen ugers kamphandlinger. Kinas officielle forklaring var, at man mente at have "givet Vietnam en lærestreg". Sovjetunionen og de fleste andre Warszawapagtlande udtrykte sin støtte til Vietnam, men uden at gribe ind.
Krigen anses som et sjældent eksempel på, at den stærkeste part, her Kina, bortkastede sine fordele. Kulturrevolutionen førte til store problemer i den kinesiske hær, som stort set benyttede sig af menneskelige bølger i krigen. Efterfølgende blev der foretaget en modernisering af den kinesiske hær.

## Baggrund
I Cambodja havde Vietnam støttet De Røde Khmerer mod den USA-støttede regering ledet af Lon Nol. Da Røde Khmerer og Pol Pot tog magten, blev relationer med Vietnam imidlertid forværrede, samtidig som De Røde Khmerer knyttede sig nærmere til Kina. På grund af, at soldater fra Cambodja foretog indfald ind på vietnamesisk område og på grund af ideologiske forskelle invaderede Vietnam landet og afsatte De Røde Khmerer. For Kina, som havde set Vietnam alliere sig med Sovjetunionen, hvilket havde forværret relationerne mellem Kina og Vietnam, indebar dette en yderligere forværring af relationerne.

## Krigen
Den 17. februar 1979 begyndte kinesisk artilleri at skyde ind mod vietnamesisk territorium og kort derefter invaderede Kina med 80.000 mand langs hele grænsen mellem de to lande. Dette skete efter, at Deng Xiaoping havde besøgt Japan og USA og sagt, at Vietnam skulle straffes for sin handlemåde i Cambodja. Angrebet bestod i menneskelige bølger, hvor man forsøgte at vinde fordele med hjælp af sin overlegenhed i antallet af soldater. Men angrebet mistede hurtigt styrke, og de kinesiske styrker oplevede voldsomme menneskelige tab. Den vietnamesiske milits-styrke blev anset som den mest erfarne i verden, og lykkedes at påføre den første angrebsbølge store tab. Kommunikationen blev saboteret, og vellykkede vietnamesiske grænseraids og påfølgende sabotering af Kinas ammunitionslagre førte til, at de kinesiske styrker løb tør for artilleri-ammunition allerede på et tidligt stadium. Dette førte til, at kineserne blev lette mål for vietnamesisk artilleri. De kinesiske styrker fik også store problemer med at trænge forbi tungt befæstede vietnamesiske maskinvåben-positioner på grund af manglen på artilleristøtte. Minelægning og placering af skarpe bambusstænger var to taktikker, som de vietnamesiske tropper benyttede sig af under krigen, og som viste sig at være meget effektiv.
Efter en uge med kampe indstillede kineserne. Det indledende angreb havde været dårlig udført, og styrker havde lidt store tab. Otte nye divisioner blev mobiliserede til grænsen. En fornyet angrebsbølge klarede at erobre provinshovedstæderne i provinserne Dong Dang, Lao Cai, Cao Bang og Ha Giang. Stillet ovenfor dette benyttede vietnameserne den samme strategi, som tidligere havde givet succes under slaget ved Dien Bien Phu; de trak sig ud af byerne og tog kontrol over de omkringliggende højdedrag. Kineserne oplevede dermed det samme, som franskmændene havde oplevet i 1954; de blev omringet uden mulighed for at slå til mod fjenden. Vietnamesisk artilleri var let at gemme i bjergene, og det var altfor farligt for okkupationsstyrkerne at bevæge sig langt udenfor de okkuperede byer. Gentagne forsøg på at slå de vietnamesiske styrker ud medførte store tab på kinesisk side og havde ringe effekt mod de vietnamesiske styrker.
På papiret havde nu de kinesiske styrker kontrol over alle de nordligste provinshovedstæder, selv om dette reelt havde en ret begrænset strategisk værdi. Vietnamesiske angreb fra alle kanter gjorde, at de kinesiske styrker aldrig var trygge, og det var umuligt at slå tilbage mod den usynlige fjende. På et eller andet tidspunkt bestemte kineserne sig for at starte en ensidig tilbagetrækning, men før dette ønskede de at tage kontrol over Lang Son. Den 2. marts blev angrebet sat i gang, selv om størstedelen af styrkerne allerede var på vej ud. Her benyttede vietnameserne Flyvende Tigre-regimentet, og en eliteenhed blev gjort klar til at beskytte Lang Son. Imidlertid blev disse aldrig sat i aktion, eftersom man mente, at militserne gjorde et godt nok arbejde. Til sidst blev byen indtaget samtidig, som vietnameserne sikrede kontrol over de omkringliggende højdedrag. Kineserne kontrollerede nu fire lommer på vietnamesisk territorium, men vietnamesiske guerillaaktiviteter umuliggjorde nogen konsolidering af kontrollen over disse områder. Den kinesiske plan om at tvinge Vietnam til at trække sine styrker ud af Cambodja for at kæmpe i nord, var mislykkedes totalt.
Tre dage senere meddelte Kina, at man ville trække sine soldater ud, men først den 16. marts 1979 forlod den sidste kinesiske soldat Vietnam efter omfattende ødelæggelse af vietnamesisk infrastruktur under tilbagetrækningen.

## Resultat
Begge sider hævdede efter krigen, at de havde vundet. En vigtig årsag til krigen fra Kinas side var Vietnams engagement i Cambodja og afsættelsen af Pol Pot. Vietnams nærvær blev ikke påvirket af Kinas invasion, så i denne henseende var krigen mislykket for Kina. Den grænsekonflikt, som fandtes mellem Kina og Vietnam, blev heller ikke løst.
Forfatteren Gerald Segal udtrykker i bogen Defending China, at den kinesiske krigsindsats var totalt mislykket: Kina mislykkedes med at tvinge Vietnam ud af Cambodja, med at stoppe grænsestridighederne mellem de to kommuniststater, med at rejse tvivl om Sovjetunionens styrke, med at fremstille Kina som en stærk nation og med at få USA med i en anti-sovjet-koalition.
Noget, som kan have været et andet mål for Kina, selv om det aldrig blev fremført offentligt, var at teste styrken i det samarbejde, som rådede mellem Sovjetunionen og Vietnam og som var en splint i øjet på de kinesiske ledere. Sovjetunionen udtalte sin støtte til Vietnam men truede aldrig Kina militært. Dette kan have beroet på, at Vietnam så ud til at klare sig selv, men kan også have haft at gøre med at forholdet mellem Vietnam og Sovjetunionen ikke var så hjertelige, som de så ud til at være udad. En tredje grund kan have været den geografiske beliggenhed, som Vietnam havde i forhold til Sovjetunionen, og som umuliggjorde nogen omfattende mobilisering af sovjetiske tropper til Vietnams undsætning. Det eneste realistiske alternativ ville have været at genoplive den kinesisk-sovjetiske grænsekonflikt, hvilket sandsynligvis ikke var ønskeligt for nogen af parterne.
Den diskriminering, som forekom af kinesere i Vietnam, og som blev brugt som en officiel forklaring på krigen fra Kinas side, blev forværret efter krigen, og mange kinesere valgte at flygte eller flytte fra Vietnam.

## Efter krigen
Efter krigen var Vietnam meget bestemt på at forhindre en fremtidig kinesisk invasion, og for at sikre dette befæstede de hele den kinesisk-vietnamesiske grænse og stationerede 600.000 tropper der. Kina svarede med at stationere 400.000 tropper på sin side af grænsen, og en kold krig begyndte.
Mindre sammenstød forekom i 1980'erne, frem for alt i 1984. Landene forsøgte senere at tilnærme sig til hinanden, og Vietnam var det første land, som gav Kina støtte for massakren på Den himmelske freds plads i 1989. En grænseaftale blev indgået i 1999 og resulterede i, at Vietnam overdrog nogen dele af sit territorium til Kina. Vietnam har tidligere krævet en undskyldning for krigen fra Kina, men har efter, at relationerne blev forbedrede, ikke længere gentaget dette krav.